# Darrel R. Frost
Darrel Richmond Frost (1951) es un doctor en zoología, conservador de herpetología del Museo Americano de Historia Natural, desarrollando investigaciones en la División de Vertebrados (Herpetología).
Ha realizado estudios sobre evolución en anfibios y reptiles, siendo uno de sus trabajos más importantes el estudio sintomático molecular de los anfibios basados en secuencias de ADN.

## Algunas publicaciones

### Libros
- darrel r. Frost. 2006. The amphibian tree of life. Bull. of the Am. Museum of Natural History 297. 370 pp.

- ------------------------, richard Etheridge. 1989. A Phylogenetic Analysis and Taxonomy of Iguanian Lizards (Reptilia: Squamata). Miscellaneous publ. (Univ. of Kansas) 81. Edición ilustrada de Univ. of Kansas, 65 pp. ISBN 0893380334

- ------------------------. 1985. http://research.amnh.org/herpetology/amphibia/ Amphibian species of the world: a taxonomic and geographical reference. Editor Allen Press, 732 pp. ISBN 0942924118

## Honores

### Eponimia de taxones
- Frostius Cannatella, 1986
- Dendropsophus frosti 	(Motta, Catroviejo-Fisher, Venegas, Orrico & Padial, 2012)
- Abronia frosti Campbell, Sasa, Acevedo & Mendelson, 1998

## Abreviatura (zoología)
La abreviatura Frost  se emplea para indicar a Darrel R. Frost como autoridad en la descripción y taxonomía en zoología.